# Filmografia de Danny Trejo

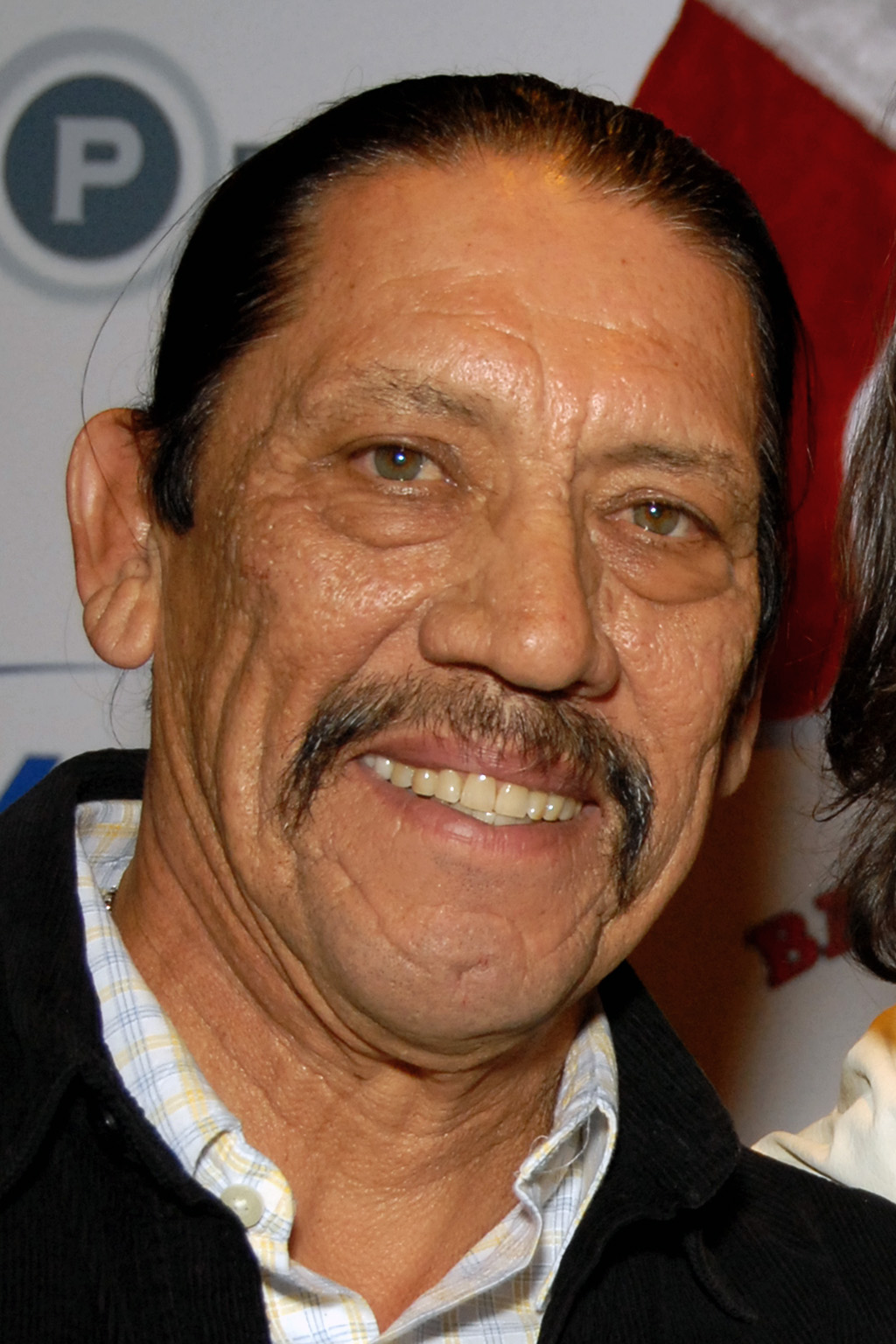
Trejo em 2009

Danny Trejo é um ator americano. Sua filmografia consiste em cerca de 250 papéis no cinema e na televisão. Sua proeminência na cena do filme B resultou em diferentes fontes da mídia referindo-se a Trejo como um "ator icônico" e uma "lenda do cinema", entre outros títulos.
A carreira cinematográfica de Trejo começou em 1985, quando ele "acidentalmente" conseguiu um papel em Runaway Train, interpretando um boxeador por uma taxa diária de US $ 320. Antes disso, Trejo cumpriu pena na prisão em várias ocasiões e trabalhou como conselheiro de drogas após sua libertação. Trejo credita o primeiro filme em que ele recebeu um papel creditado como Art Sanella em Death Wish 4: The Crackdown. Ele estrelou vários outros filmes, incluindo Desperado, From Dusk till Dawn, Con Air, Reindeer Games e Grindhouse, entre outros.
De 2001 a 2003, Trejo apareceu na franquia Spy Kids dirigida por Robert Rodriguez como Isador "Machete" Cortez, nos filmes Spy Kids, Spy Kids 2: The Island of Lost Dreams e Spy Kids 3-D: Game Over. Ele também dublou o Tio Machete no videogame Spy Kids: Mega Mission Zone. Em 2007, Trejo reprisou seu papel em um trailer fictício em Grindhouse, também dirigido por Rodriguez; posteriormente, em 2010, Trejo reprisou seu papel como Machete em um filme de exploração spin-off com o mesmo nome do protagonista, também dirigido por Rodríguez. O personagem é citado como seu "primeiro grande papel no cinema". Posteriormente, Trejo reprisou seu papel como Machete em Spy Kids: All the Time in the World, com o sucesso de Machete também resultando em uma sequência direta, Machete Kills, com Trejo mais uma vez reprisando seu papel. Trejo foi escalado para muitos programas de televisão, incluindo Baywatch, onde interpretou diferentes personagens para diferentes episódios. Fora das aparições no cinema e na televisão, Trejo também foi destaque em um punhado de videoclipes, incluindo o vídeo de "Everybody Knows (Douchebag)" de Dustin Tavella. Ele dublou os personagens Umberto Robina para os videogames Grand Theft Auto: Vice City e Grand Theft Auto: Vice City Stories, ele mesmo em Def Jam: Fight for NY (2004), Raul Alfonso Tejada em Fallout: New Vegas, Trainer Duke em The Fight: Lights Out, ele mesmo em Call of Duty: Black Ops e Call of The Dead e Call of Duty Black Ops 4: Blackout e também ele mesmo em Far Cry 6: Danny e Dani vs. Everybody e SCUM, entre outros.

## Filme
| Ano  | Título                                                 | Função                                  | Nota(s)                                                                          | Ref(s)                  |
| ---- | ------------------------------------------------------ | --------------------------------------- | -------------------------------------------------------------------------------- | ----------------------- |
| 1983 | Project A                                              | Lo Sam Pau                              | Dublador                                                                         |                         |
| 1985 | Runaway Train                                          | Boxer                                   | Creditado como Daniel Trejo Também não creditado treinador de boxe: Eric Roberts |                         |
| 1987 | Bulletproof                                            | Sharkey                                 |                                                                                  | [ 10 ]                  |
| 1987 | Penitentiary III                                       | See Veer                                |                                                                                  | :327-                   |
| 1987 | The Hidden                                             | prisioneiro                             |                                                                                  | :1180                   |
| 1987 | Death Wish 4: The Crackdown                            | Art Sanella                             |                                                                                  | [ 4 ] [ 9 ]             |
| 1989 | Kinjite: Forbidden Subjects                            | presidiário                             |                                                                                  | [ 7 ]                   |
| 1989 | Lock Up                                                | membro da gangue de Chink               |                                                                                  | :257-                   |
| 1989 | Cage                                                   | O guarda-costas de Costello             | Não creditado                                                                    | [ 7 ]                   |
| 1989 | Bail Out                                               | 'Mean'                                  | Direto para vídeo                                                                | [ 7 ]                   |
| 1990 | Maniac Cop 2                                           | Prisioneiro                             |                                                                                  | :110-                   |
| 1990 | Marked for Death                                       | Hector                                  |                                                                                  | [ 7 ]                   |
| 1990 | Guns                                                   | 'Tong'                                  |                                                                                  | [ 7 ]                   |
| 1991 | Wedlock                                                | Tough Prisoner #1                       |                                                                                  | [ 7 ]                   |
| 1991 | Femme Fatale                                           | Toshi                                   |                                                                                  | [ 7 ]                   |
| 1991 | The Last Hour                                          | 'Spider'                                |                                                                                  | [ 7 ]                   |
| 1991 | Whore                                                  | Tatuador                                |                                                                                  | [ 14 ]                  |
| 1991 | Carnal Crimes                                          | Chandra the Ticket Agent                | Direto para vídeo                                                                | [ 15 ]                  |
| 1991 | Lonely Hearts                                          | cliente irritado                        |                                                                                  | [ 7 ]                   |
| 1991 | By The Sword                                           |                                         | Assistente: Mr. Roberts                                                          |                         |
| 1992 | Sex Crimes                                             | Palmer                                  |                                                                                  |                         |
| 1993 | Doppelganger                                           | Hard Hat                                |                                                                                  | [ 7 ]                   |
| 1993 | Blood In Blood Out                                     | 'Geronimo'                              |                                                                                  | [ 7 ]                   |
| 1993 | Sunset Grill                                           | Jovem Mexicano                          |                                                                                  | :1053-                  |
| 1993 | Mi Vida Loca                                           | Frank                                   |                                                                                  | [ 16 ]                  |
| 1993 | Love, Cheat & Steal                                    | Cubano                                  |                                                                                  | [ 7 ]                   |
| 1994 | Angel of Desire                                        | Trabalhador da construção               |                                                                                  | [ 7 ]                   |
| 1994 | Victor One                                             | Sergento Aguilar                        |                                                                                  |                         |
| 1995 | The Stranger                                           | Hawk                                    | Direto para vídeo                                                                | [ 7 ]                   |
| 1995 | Dead Badge                                             | El Tango Bartender                      |                                                                                  | [ 7 ]                   |
| 1995 | Desperado                                              | Navajas                                 |                                                                                  | [ 7 ]                   |
| 1995 | Heat                                                   | Trejo                                   |                                                                                  | [ 9 ] [ 17 ]            |
| 1996 | From Dusk till Dawn                                    | Charlie 'Razor Charlie'                 |                                                                                  | [ 5 ] [ 9 ]             |
| 1996 | Le Jaguar                                              | Kumare                                  |                                                                                  | [ 7 ]                   |
| 1997 | Anaconda                                               | Poacher                                 |                                                                                  | [ 18 ]                  |
| 1997 | Champions                                              | Max Brito                               |                                                                                  | [ 19 ]                  |
| 1997 | Con Air                                                | Johnny 'Johnny 23' Baca                 |                                                                                  | [ 5 ]                   |
| 1997 | Full Tilt Boogie                                       | Ele mesmo                               | Documentário                                                                     |                         |
| 1997 | Trojan War                                             | 'Scarface'                              |                                                                                  | [ 7 ]                   |
| 1997 | Los Locos                                              | Manuel Batista                          |                                                                                  | [ 7 ]                   |
| 1997 | Dilemma                                                | Rudy Salazar                            |                                                                                  | [ 7 ]                   |
| 1997 | Sepultura: We Are What We Are                          | Boxer                                   | Curta documentário                                                               |                         |
| 1998 | The Replacement Killers                                | Collins                                 |                                                                                  | [ 7 ]                   |
| 1998 | Point Blank                                            | Wallace                                 |                                                                                  | [ 7 ]                   |
| 1998 | Six Days, Seven Nights                                 | Pierce                                  |                                                                                  | [ 20 ]                  |
| 1998 | Soundman                                               | Pai de Duce                             |                                                                                  | [ 21 ]                  |
| 1998 | An Eye for Talent                                      | Fred                                    | curta-metragem                                                                   |                         |
| 1999 | From Dusk Till Dawn 2: Texas Blood Money               | 'Razor Eddie'                           | Direto para vídeo                                                                | :621-                   |
| 1999 | Inferno                                                | Johnny 6 Toes                           |                                                                                  | [ 22 ]                  |
| 1999 | Whiteboyz                                              | Prisioneiro                             | Não creditado                                                                    |                         |
| 1999 | From Dusk till Dawn 3: The Hangman's Daughter          | 'Razor Charlie'                         | Direto para vídeo                                                                | [ 7 ]                   |
| 1999 | Six Shots of Tequila                                   |                                         |                                                                                  |                         |
| 2000 | Animal Factory                                         | Vito                                    | Também co-produtor                                                               | [ 23 ]                  |
| 2000 | Reindeer Games                                         | 'Jumpy'                                 |                                                                                  | [ 7 ]                   |
| 2000 | Settled Account                                        | Sequestrador nº 1                       | Creditado como Daniel Trejo                                                      |                         |
| 2001 | Skippy                                                 | Assassino de aluguel                    |                                                                                  | [ 7 ]                   |
| 2001 | Spy Kids                                               | Isador 'Machete' Cortez                 |                                                                                  | [ 24 ]                  |
| 2001 | Bubble Boy                                             | 'Slim'                                  |                                                                                  | [ 25 ]                  |
| 2002 | Simpilicity                                            | barbeiro                                | Curta-metragem                                                                   |                         |
| 2002 | 13 Moons                                               | Delinquente #2                          |                                                                                  | [ 24 ]                  |
| 2002 | The Salton Sea                                         | Bill 'Little Bill'                      |                                                                                  | [ 26 ]                  |
| 2002 | Do It for Uncle Manny                                  | Pedro                                   |                                                                                  | [ 7 ]                   |
| 2002 | Spy Kids 2: The Island of Lost Dreams                  | Isador 'Machete' Cortez                 | Cameo                                                                            | [ 27 ]                  |
| 2002 | XXX                                                    | 'El Jefe'                               |                                                                                  | [ 28 ]                  |
| 2002 | Beat the Devil                                         | Bob                                     | Curta-metragem                                                                   | [ 7 ]                   |
| 2002 | Nightstalker                                           | Oficial Frank Luis                      | Também co-produtor                                                               | [ 29 ]                  |
| 2002 | Hiding in Walls                                        | Jose                                    | Curta-metragem                                                                   |                         |
| 2003 | Film is Dead: An Evening with Robert Rodriguez         | Ele mesmo                               | Documentário em vídeo short                                                      | [ 27 ]                  |
| 2003 | The Big Empty                                          | Tenente Gates                           | Não creditado                                                                    |                         |
| 2003 | Spy Kids 3-D: Game Over                                | Isador 'Machete' Cortez                 | Cameo                                                                            | [ 27 ]                  |
| 2003 | Once Upon a Time in Mexico                             | 'El Cucuy'                              |                                                                                  | [ 30 ]                  |
| 2003 | Double Blade                                           | 'El Patrón'                             |                                                                                  | [ 31 ]                  |
| 2004 | Anchorman: The Legend of Ron Burgundy                  | Bartender                               | Cameo                                                                            | [ 32 ]                  |
| 2004 | Turned Out: Sexual Assault Behind Bars                 | Ele mesmo                               | Documentário                                                                     |                         |
| 2004 | Lost                                                   | Edward James Archer                     |                                                                                  | [ 7 ]                   |
| 2004 | 51:50                                                  | Ele mesmo - Anfitrião                   | Curta-metragem                                                                   |                         |
| 2004 | Wake Up, Ron Burgundy: The Lost Movie                  | Bartender                               | Direto para vídeo                                                                | [ 7 ]                   |
| 2005 | All Souls Day: Dia de los Muertos                      | Vargas Díaz                             |                                                                                  | [ 33 ]                  |
| 2005 | Tennis, Anyone...?                                     | Héctor                                  |                                                                                  | [ 7 ]                   |
| 2005 | The Curse of El Charro                                 | 'El Charro'                             | Voz                                                                              | [ 7 ]                   |
| 2005 | Champions                                              | Ele mesmo                               | Documentário                                                                     | [ 34 ]                  |
| 2005 | The Crow: Wicked Prayer                                | Padre Harold                            |                                                                                  | [ 7 ]                   |
| 2005 | The Devil's Rejects                                    | Rondo                                   |                                                                                  | [ 35 ]                  |
| 2005 | Chasing Ghosts                                         | Carlos Santiago                         |                                                                                  | [ 7 ]                   |
| 2005 | Dreaming on Christmas                                  | Train Driver                            |                                                                                  | [ 7 ]                   |
| 2006 | Propensity                                             | Roy                                     | Também co-produtor                                                               | [ 36 ]                  |
| 2006 | Sherrybaby                                             | Dean Walker                             |                                                                                  | [ 37 ]                  |
| 2006 | Seven Mummies                                          | Apache                                  |                                                                                  | [ 38 ]                  |
| 2006 | High Hopes                                             | 'Shady'                                 |                                                                                  | [ 39 ]                  |
| 2006 | Living the Dream                                       | Chuck                                   |                                                                                  | [ 7 ]                   |
| 2006 | Venice Underground                                     | Papi                                    |                                                                                  | [ 7 ]                   |
| 2006 | Danny Roane: First Time Director                       | Héctor                                  |                                                                                  | [ 40 ]                  |
| 2006 | Danny Trejo's Vengeance                                | Jack Santos                             | Também produtor                                                                  | [ 41 ]                  |
| 2006 | Snoop Dogg's Hood of Horror                            | Derelict                                |                                                                                  | [ 7 ]                   |
| 2006 | Taphephobia                                            | Creek                                   |                                                                                  |                         |
| 2007 | Smiley Face                                            | Albert                                  |                                                                                  | [ 42 ]                  |
| 2007 | TV: The Movie                                          | Crow                                    |                                                                                  | [ 7 ]                   |
| 2007 | Machete                                                | Isador 'Machete' Cortez                 | Curta-metragem                                                                   |                         |
| 2007 | Richard III                                            | Major                                   |                                                                                  | [ 9 ]                   |
| 2007 | Delta Farce                                            | Carlos Santana                          |                                                                                  | [ 7 ] [ 9 ]             |
| 2007 | Halloween                                              | Ismael Cruz                             |                                                                                  | [ 9 ]                   |
| 2007 | The Blue Rose                                          | Junk                                    |                                                                                  | [ 43 ]                  |
| 2007 | Battle for Terra                                       | Ancião Barum                            | Voz                                                                              | [ 9 ]                   |
| 2007 | Urban Justice                                          | 'El Chivo'                              | Video                                                                            | [carece de fontes?]     |
| 2007 | Heckler                                                | Ele mesmo                               | Documentário                                                                     |                         |
| 2007 | On Bloody Sunday                                       | The Ref                                 |                                                                                  | [ 44 ]                  |
| 2007 | Furnace                                                | 'Fury'                                  |                                                                                  | [ 45 ]                  |
| 2008 | Valley of Angels                                       | Hector                                  |                                                                                  | [ 9 ]                   |
| 2008 | D.O.P.E. Death or Prison Eventually                    | Narrador                                | Voz Documentário                                                                 |                         |
| 2008 | Through the Valley                                     | Don Reyes                               |                                                                                  | [ 9 ]                   |
| 2008 | The Art of Travel                                      | Motorista de limusine                   |                                                                                  | [ 9 ]                   |
| 2008 | Jake's Corner                                          | Clint                                   |                                                                                  | [ 9 ]                   |
| 2008 | Ranchero                                               | Capone                                  |                                                                                  | [ 9 ] [ 46 ]            |
| 2008 | I Am Somebody: No Chance in Hell                       | Manolo                                  |                                                                                  | [ 9 ]                   |
| 2008 | Toxic                                                  | Antoine                                 |                                                                                  | [ 9 ] [ 47 ]            |
| 2008 | El Superstar: The Unlikely Rise of Juan Frances        | E.J.                                    |                                                                                  |                         |
| 2008 | Alone in the Dark II                                   | Perry                                   | Direto para vídeo                                                                | [ 48 ]                  |
| 2008 | Necessary Evil                                         | Barro                                   |                                                                                  | [ 9 ]                   |
| 2009 | Fanboys                                                | The Chief                               |                                                                                  | [ 9 ]                   |
| 2009 | The Grind                                              | Nicholi Guzman                          |                                                                                  | [ 9 ]                   |
| 2009 | Victory to the Underdog                                | Ele mesmo                               | Documentário                                                                     |                         |
| 2009 | Official Rejection                                     | Ele mesmo                               | Documentário                                                                     |                         |
| 2009 | Cowboy Dreams                                          | Lobo                                    | Curta-metragem                                                                   |                         |
| 2009 | The Boys of Ghost Town                                 | Padre Xavier                            |                                                                                  | [ 49 ]                  |
| 2009 | Eyeborgs                                               | G-Man                                   |                                                                                  | [ 9 ]                   |
| 2009 | The Line                                               | Mario                                   |                                                                                  | [ 9 ]                   |
| 2009 | Modus Operandi                                         | Director Holiday                        | Também produtor                                                                  | [ 9 ]                   |
| 2009 | Saint John of Las Vegas                                | Bismarck                                |                                                                                  | [ 50 ]                  |
| 2009 | Love Cures Cancer: Take a Chance on Love               | Ele mesmo                               | Documentário                                                                     |                         |
| 2009 | The Haunted World of El Superbeasto                    | Rico                                    | Voz                                                                              | [ 9 ]                   |
| 2009 | Lunar Effect                                           | Esteban                                 |                                                                                  |                         |
| 2009 | Babysitters Beware                                     | The Guard                               |                                                                                  |                         |
| 2009 | 3V Man                                                 | Captain Podrido                         | Curta-metragem                                                                   |                         |
| 2009 | We Gotta Get Buscemi                                   | Ele mesmo                               | Documentário                                                                     |                         |
| 2010 | Six Days in Paradise                                   | Reuben Skinner                          |                                                                                  |                         |
| 2010 | The Killing Jar                                        | Jimmy                                   |                                                                                  |                         |
| 2010 | Shoot the Hero!                                        | Joe 'Crazy Joe'                         |                                                                                  | [ 51 ]                  |
| 2010 | Justin Time                                            | Mardok                                  |                                                                                  | [ 9 ]                   |
| 2010 | Food Stamps                                            | Mr. Fernández                           |                                                                                  | [ 52 ]                  |
| 2010 | Boston Girls                                           | Tio Reggie                              |                                                                                  | [ 53 ]                  |
| 2010 | Shadows in Paradise                                    | Matador                                 |                                                                                  | [ 54 ]                  |
| 2010 | Pastor Shepherd                                        | Phil Harrison                           | Também produtor executivo                                                        | [ 55 ]                  |
| 2010 | Project x27                                            | 'Mondo'                                 |                                                                                  | [ 56 ]                  |
| 2010 | Predators                                              | 'Cuchillo'                              |                                                                                  | [ 57 ]                  |
| 2010 | Beatdown                                               | Marcus                                  |                                                                                  | [ 9 ]                   |
| 2010 | Machete                                                | Isador 'Machete' Cortez                 |                                                                                  | [ 1 ] [ 4 ] [ 6 ] [ 9 ] |
| 2010 | The Bill Collector                                     | Uncle Frankie                           |                                                                                  | [ 9 ]                   |
| 2010 | Death Race 2                                           | Goldberg                                | Video                                                                            | [ 9 ]                   |
| 2011 | Gun                                                    | Frankie Makina                          |                                                                                  |                         |
| 2011 | The Actor's Journey for Kids                           | Ele mesmo                               | Documentário em vídeo                                                            |                         |
| 2011 | The Actor's Journey                                    | Ele mesmo                               | Documentário em vídeo                                                            |                         |
| 2011 | Recoil                                                 | Drayke Salgado                          | Direto para DVD                                                                  | [ 9 ] [ 58 ]            |
| 2011 | Blacktino                                              | Rogelio                                 |                                                                                  |                         |
| 2011 | Cross                                                  | Ripper                                  | Direto para DVD                                                                  |                         |
| 2011 | Love Cures Cancer: Take a Chance on Love II            | Ele mesmo                               | Documentário                                                                     |                         |
| 2011 | The Lazarus Papers                                     | Aroon                                   | Direto para DVD                                                                  | [ 59 ]                  |
| 2011 | American Flyer                                         | Uncle John                              |                                                                                  |                         |
| 2011 | Dark Games                                             | Archie                                  |                                                                                  | [ 9 ]                   |
| 2011 | House of the Rising Sun                                | Carlos Marcella                         |                                                                                  | [ 60 ]                  |
| 2011 | Poolboy: Drowning Out the Fury                         | Caesar                                  |                                                                                  |                         |
| 2011 | Onions Don't Make Me Cry                               | Ele mesmo                               | Curta-metragem                                                                   |                         |
| 2011 | Spy Kids: All the Time in the World                    | Uncle Isador 'Machete' Cortez           | Cameo                                                                            | [ 9 ]                   |
| 2011 | Violet & Daisy                                         | Russ                                    |                                                                                  | [ 61 ]                  |
| 2011 | A Very Harold & Kumar Christmas                        | Mr. Pérez                               |                                                                                  | [ 62 ]                  |
| 2011 | In the Shadow                                          | Hermit                                  |                                                                                  |                         |
| 2012 | Breaking Wind                                          | Billy Black                             |                                                                                  | [ 63 ]                  |
| 2012 | Bad Ass                                                | Frank                                   |                                                                                  | [ 63 ]                  |
| 2012 | Sushi Girl                                             | Schmo                                   |                                                                                  | [ 9 ]                   |
| 2012 | Rise of the Zombies                                    | Caspian                                 |                                                                                  | [ 64 ]                  |
| 2012 | Mango Bajito                                           | Carson                                  |                                                                                  | [ 65 ]                  |
| 2012 | Bro'                                                   | Gilbert                                 |                                                                                  |                         |
| 2013 | Counterpunch                                           | Manny Navarro                           |                                                                                  |                         |
| 2013 | Death Race 3: Inferno                                  | Goldberg                                | Direto para DVD                                                                  | [ 66 ]                  |
| 2013 | Ticket to Vegas                                        | Mr. Chich                               | Creditado como Denni Trekho                                                      | [ 67 ]                  |
| 2013 | Tattoo Nation                                          | Ele mesmo                               | Documentário                                                                     |                         |
| 2013 | The Insomniac                                          | Jairo Torres                            |                                                                                  | [ 68 ]                  |
| 2013 | The Cloth                                              | Padre Connely                           |                                                                                  | [ 9 ]                   |
| 2013 | Amelia's 25th                                          | Don Javier                              |                                                                                  |                         |
| 2013 | 20 Feet Below: The Darkness Descending                 | Angel                                   |                                                                                  |                         |
| 2013 | Zombie Hunter                                          | Jesus                                   |                                                                                  | [ 69 ]                  |
| 2013 | Five Thirteen                                          | El Loco                                 |                                                                                  |                         |
| 2013 | The Contractor                                         | Javier / Jorges Reyes                   |                                                                                  | [ 70 ]                  |
| 2013 | Top Cat: The Movie                                     | Griswald                                | dublagem americana                                                               | [ 71 ]                  |
| 2013 | Chavez Cage of Glory                                   | Mando                                   |                                                                                  |                         |
| 2013 | American Lowrider                                      | The O.G.                                | Direto para DVD                                                                  | [ 72 ]                  |
| 2013 | Machete Kills                                          | Isador 'Machete' Cortez                 |                                                                                  | [ 73 ]                  |
| 2013 | Dead in Tombstone                                      | Guerrero De La Cruz                     | Direto para DVD                                                                  | [ 74 ]                  |
| 2013 | Dream Date                                             |                                         | Curta-metragem                                                                   |                         |
| 2013 | Pendejo                                                | Pedro                                   |                                                                                  |                         |
| 2013 | Courier from Paradise                                  | Guia Leo                                |                                                                                  | [ 75 ]                  |
| 2013 | Force of Execution                                     | Jimmy 'Peanuts' Oso                     |                                                                                  | [ 76 ]                  |
| 2014 | A Voodoo Possession                                    | Kross                                   |                                                                                  | [ 77 ]                  |
| 2014 | Bad Ass 2: Bad Asses                                   | Frank Vega                              | Direto para DVD                                                                  | [ 39 ]                  |
| 2014 | Bullet                                                 | Frank 'Bullet' Marasco                  |                                                                                  | [ 78 ]                  |
| 2014 | Muppets Most Wanted                                    | Danny Trejo                             |                                                                                  | [ 79 ]                  |
| 2014 | In the Blood                                           | 'Big Biz'                               |                                                                                  | [ 78 ]                  |
| 2014 | Scooby-Doo! Ghastly Goals                              | Reynaldo                                | Dublador curta-metragem                                                          |                         |
| 2014 | Throwdown                                              | Tattoo                                  | Direto para DVD                                                                  |                         |
| 2014 | Preggoland                                             | Pedro                                   |                                                                                  | [ 80 ]                  |
| 2014 | The Book of Life                                       | Esqueleto Luis 'El Super Macho' Sanchez | Voz                                                                              | [ 81 ]                  |
| 2014 | Reaper                                                 | Jack                                    |                                                                                  | [ 82 ]                  |
| 2014 | Strike One                                             | Manny Garcia                            | Também produtor                                                                  |                         |
| 2014 | Reach Me                                               | Vic                                     |                                                                                  | [ 83 ]                  |
| 2015 | Pure Love                                              | Tio Freddy                              |                                                                                  |                         |
| 2015 | Faith in the Big House                                 | Ele mesmo                               | Documentário                                                                     |                         |
| 2015 | Hope Lost                                              | Marius                                  |                                                                                  |                         |
| 2015 | The Burning Dead                                       | Night Wolf                              |                                                                                  | [ 84 ]                  |
| 2015 | Vanish                                                 | Carlos                                  |                                                                                  | [ 85 ]                  |
| 2015 | Bad Asses on the Bayou                                 | Frank Vega                              | Direto para DVD Também produtor associado                                        | [ 86 ]                  |
| 2015 | Alcatraz Prison Escape: Deathbed Confession            | Narrador                                | Voz                                                                              |                         |
| 2015 | The Night Crew                                         | Aguilar                                 |                                                                                  |                         |
| 2015 | The Weight of Blood and Bones                          | Espada                                  | Curta-metragem                                                                   |                         |
| 2015 | East LA Interchange                                    | Ele mesmo                               | Documentário                                                                     |                         |
| 2015 | 3-Headed Shark Attack                                  | Max Burns                               | Direto para DVD                                                                  |                         |
| 2015 | L.A. Slasher                                           | O traficante de drogas #2               |                                                                                  | [ 87 ]                  |
| 2015 | The Good, the Bad and the Dead                         | Mateo Perez                             |                                                                                  |                         |
| 2015 | Sock 'em Dead                                          | Ele mesmo - Host                        | Curta-metragem                                                                   |                         |
| 2015 | No Way Out                                             | Don Caceres                             |                                                                                  |                         |
| 2015 | The Ridiculous 6                                       | Cicero                                  |                                                                                  |                         |
| 2015 | CS:GO "Cutthroat" feat. Danny Trejo                    | Ele mesmo                               | Curta-metragem                                                                   |                         |
| 2015 | Guiltless                                              | Tony                                    | Curta-metragem                                                                   |                         |
| 2016 | Irwindale                                              | Ele mesmo                               | Curta-metragem                                                                   |                         |
| 2016 | Range 15                                               | Zombie Trejo                            |                                                                                  |                         |
| 2016 | Vigilante Diaries                                      | Crazy Joe                               | Não creditado                                                                    |                         |
| 2016 | Halloweed                                              | Patch                                   |                                                                                  |                         |
| 2016 | A Horse Story                                          | Moonlight                               | Voz                                                                              |                         |
| 2016 | Beyond the Game                                        | Jose                                    |                                                                                  |                         |
| 2016 | Bridesman                                              | Eduardo                                 | Curta-metragem                                                                   |                         |
| 2016 | Cyborg X                                               | Captain Machine Gun                     |                                                                                  |                         |
| 2016 | Rock Bottom and Back                                   | Ele mesmo                               | Curta documentário                                                               |                         |
| 2016 | North by El Norte                                      | Tio John                                |                                                                                  | [ 88 ]                  |
| 2016 | 1st Strike                                             | Manny Garcia                            | Também produtor                                                                  |                         |
| 2016 | Mostly Ghostly: One Night in Doom House                | Mr. Morgo                               | Direto para DVD                                                                  |                         |
| 2016 | Dodge, PsychoBandits                                   | Dodge Salesman                          | Curta-metragem                                                                   |                         |
| 2016 | Storks                                                 | Jasper                                  | Voz                                                                              |                         |
| 2016 | Street Level                                           | Carlton, o porteiro                     |                                                                                  |                         |
| 2017 | Cross Wars                                             | 'Muerte"                                |                                                                                  |                         |
| 2017 | Cartel 2045                                            | Paco                                    |                                                                                  |                         |
| 2017 | Boost                                                  | Roy Casares                             |                                                                                  |                         |
| 2017 | All About the Money                                    | Luis Diego                              |                                                                                  |                         |
| 2017 | Pop Culture                                            | Ele mesmo                               | Documentário                                                                     |                         |
| 2017 | Puss in Book: Trapped in an Epic Tale                  | El Moco                                 | Voz Curta-metragem                                                               |                         |
| 2017 | Good Fortune                                           | Ele mesmo                               | Documentário                                                                     |                         |
| 2017 | Not a War Story                                        | Ele mesmo                               | Documentário                                                                     |                         |
| 2017 | Death House                                            | Murderer                                | Não creditado                                                                    |                         |
| 2017 | Dead Again in Tombstone                                | Guerrero De La Cruz                     | Direto para DVD                                                                  |                         |
| 2017 | McDick                                                 | Oscar                                   |                                                                                  |                         |
| 2017 | Calico Queens                                          | Bill Gallows                            | Curta-metragem                                                                   |                         |
| 2017 | Murder in the Woods                                    | Sheriff Lorenzo                         |                                                                                  |                         |
| 2017 | Maximum Impact                                         | Don Sanchez                             |                                                                                  |                         |
| 2017 | BorderCross                                            | Paco                                    |                                                                                  |                         |
| 2017 | Avenge the Crows                                       | Antonio                                 |                                                                                  |                         |
| 2018 | Survivor's Guide to Prison                             | Ele mesmo                               | Documentário                                                                     |                         |
| 2018 | Gone Are the Days                                      | River Man                               |                                                                                  |                         |
| 2018 | Fury of the Fist and the Golden Fleece                 | Nino Grande                             |                                                                                  |                         |
| 2018 | Bully                                                  | Manny                                   |                                                                                  |                         |
| 2018 | Frat Pack                                              | 'Dirty'                                 |                                                                                  |                         |
| 2018 | Hollywood, I'm Sorry                                   | Ele mesmo                               | Documentário                                                                     |                         |
| 2018 | Silencer                                               | Ocha                                    |                                                                                  |                         |
| 2018 | Woman                                                  | Father                                  | Curta-metragem                                                                   |                         |
| 2018 | Magic: The Gathering Arena: Open Beta Announce Trailer | Ele mesmo                               | Curta-metragem                                                                   |                         |
| 2018 | Death Race: Beyond Anarchy                             | Goldberg                                | Direto para DVD                                                                  |                         |
| 2018 | Mutafukaz                                              | Bruce                                   | dublagem em inglês                                                               |                         |
| 2018 | American Nightmares                                    | Mr. Malevolent                          |                                                                                  |                         |
| 2018 | #Roxy                                                  | Principal Castillo                      |                                                                                  |                         |
| 2018 | The Lost Day                                           | Jackhammer                              | Direto para DVD                                                                  |                         |
| 2019 | Wish Man                                               | Jose                                    |                                                                                  |                         |
| 2019 | Slasher Party                                          | Smiley Face                             |                                                                                  |                         |
| 2019 | Grand-Daddy Day Care                                   | Eduardo Hernandez                       | Direto para DVD                                                                  |                         |
| 2019 | Nice Girls Don't Stay for Breakfast                    | Ele mesmo                               | Documentário                                                                     |                         |
| 2019 | The Short History of the Long Road                     | Miguel                                  |                                                                                  | [ 89 ]                  |
| 2019 | Every 9 Hours                                          | Raul                                    | Curta-metragem                                                                   |                         |
| 2019 | The Outsider                                           | Carlos                                  |                                                                                  |                         |
| 2019 | The Margarita Man                                      | Dr. Valenzula                           |                                                                                  |                         |
| 2019 | Madness in the Method                                  | Danny                                   |                                                                                  |                         |
| 2019 | Dora and the Lost City of Gold                         | Boots                                   | Voz                                                                              | [ 90 ]                  |
| 2019 | Bullets of Justice                                     | Grave-digger                            |                                                                                  |                         |
| 2019 | 3 from Hell                                            | Rondo                                   |                                                                                  |                         |
| 2019 | Inmate #1: The Rise of Danny Trejo                     | Ele mesmo                               | Documentário Também produtor executivo                                           |                         |
| 2019 | Bare Knuckle Brawler                                   | Santo Ariza                             |                                                                                  |                         |
| 2019 | Big Kill                                               | General Morales                         |                                                                                  |                         |
| 2019 | Black Licorice                                         | Donicio                                 |                                                                                  |                         |
| 2019 | Slayer: The Repentless Killogy                         | Danny                                   |                                                                                  |                         |
| 2019 | Acceleration                                           | Santos                                  |                                                                                  |                         |
| 2019 | Cross: Rise of the Villains                            | 'Muerte'                                |                                                                                  |                         |
| 2019 | Smoke & Mirrors: The Story of Tom Savini               | Ele mesmo                               | Documentário                                                                     |                         |
| 2020 | The Fixer                                              | Benito 'Benny' Sanchez                  | Curta-metragem                                                                   |                         |
| 2020 | Final Kill                                             | Francesco                               |                                                                                  |                         |
| 2020 | LA Originals                                           | Ele mesmo                               | Documentário                                                                     |                         |
| 2020 | Ultimate Fighter                                       | Ele mesmo                               |                                                                                  |                         |
| 2020 | The SpongeBob Movie: Sponge on the Run                 | 'El Diablo'                             |                                                                                  |                         |
| 2020 | Cover Me                                               | Big Mike                                |                                                                                  |                         |
| 2020 | Pistolera                                              | Indio                                   |                                                                                  |                         |
| 2020 | American Pie Presents: Girls' Rules                    | Mr. Steve Garcia, The Janitor           | Direto para DVD                                                                  |                         |
| 2020 | The Last Exorcist                                      | Marco                                   |                                                                                  |                         |
| 2020 | Lumpia with a Vengeance                                | Reyes                                   |                                                                                  |                         |
| 2020 | OYLS (For Your Consideration)                          | The Everyman                            | Curta-metragem                                                                   |                         |
| 2020 | Remnants of the Fallen                                 | Oddvar Folsom                           |                                                                                  |                         |
| 2021 | Donny's Bar Mitzvah                                    | Ele mesmo                               |                                                                                  |                         |
| 2021 | Escape Your Roommates: MTG Arena on Mobile             | Ele mesmo                               | Curta-metragem                                                                   |                         |
| 2021 | The House Next Door: Meet the Blacks 2                 | Hugo                                    |                                                                                  |                         |
| 2021 | Escape Room: Magic: The Gathering x Dungeons & Dragons | Ele mesmo                               | Curta-metragem                                                                   |                         |
| 2021 | Welcome to Our World                                   | Mr. Fernandez                           |                                                                                  |                         |
| 2021 | The Rebels of PT-218                                   | Seaman Edgar 'Cookie' Crozco            |                                                                                  |                         |
| 2021 | Shadow of the Cat                                      | Gato                                    |                                                                                  |                         |
| 2021 | Death Rider in the House of Vampires                   | Bela Latigo                             |                                                                                  |                         |
| 2021 | Pups Alone                                             | Vinnie P.                               | Voz                                                                              |                         |
| 2021 | Try Not To Eat - Trejo's Tacos (ft. Danny Trejo!)      | Ele mesmo                               | Curta-metragem                                                                   |                         |
| 2021 | American Sicario                                       | Pedro                                   |                                                                                  |                         |
| 2022 | Fire-Man's Fetish                                      | Bombeiro                                | Curta-metragem                                                                   |                         |
| 2022 | A Pray for Judas                                       | Carnizzari                              |                                                                                  | [ 91 ]                  |
| 2022 | Vampfather                                             | Vampfather                              |                                                                                  | [ 92 ]                  |
| 2022 | The Legend of La Llorona                               | Jorge                                   |                                                                                  | [ 93 ]                  |
| 2022 | THE PREY: Legend of Karnoctus                          | Vega                                    |                                                                                  |                         |
| 2022 | A Tale of Two Guns                                     | Junior                                  |                                                                                  |                         |
| 2022 | Green Ghost and the Masters of the Stone               | Master Gin                              |                                                                                  |                         |
| 2022 | Good Mourning                                          | Method Cameo                            |                                                                                  |                         |
| 2022 | Minions: The Rise of Gru                               | 'Stronghold'                            | Voz                                                                              |                         |
| 2022 | Clerks III                                             | Auditioner                              | Cameo                                                                            |                         |
| 2022 | Smile or Hug                                           | Dr. Garcia                              |                                                                                  |                         |
| 2022 | Caroltyn                                               | Wells                                   |                                                                                  |                         |
| 2022 | The Legend of Johnny Jones                             | 'Muerte'                                |                                                                                  |                         |
| 2022 | Renegades                                              | Sanchez                                 |                                                                                  |                         |
| 2022 | From a Son                                             | George                                  |                                                                                  |                         |
| 2022 | Detour 95                                              | 'Muerte'                                |                                                                                  |                         |
| 2022 | The Street Avenger                                     | "Muerte"                                |                                                                                  |                         |
| 2023 | Alone Today                                            | TBA                                     |                                                                                  |                         |
| TBA  | Ambition                                               | Ricky Mejia                             | Rumores                                                                          |                         |
| TBA  | Brothers of Justice                                    | Joe Sitting Eagle                       |                                                                                  |                         |
| TBA  | Cross 4                                                | 'Muerte'                                |                                                                                  |                         |
| TBA  | Dunamis                                                | Carn                                    |                                                                                  |                         |
| TBA  | Heartland Cartel                                       | Brero                                   |                                                                                  |                         |
| TBA  | Machete Kills in Space                                 | Machete                                 |                                                                                  |                         |
| TBA  | Occupation: Rainfall: Chapter 2                        | TBA                                     |                                                                                  |                         |
| TBA  | Once the Luckiest Man                                  | Salvador                                |                                                                                  |                         |
| TBA  | Overtown                                               | Oscar Ochoa                             |                                                                                  |                         |
| TBA  | Path of Redemption                                     | El Maestro                              |                                                                                  |                         |
| TBA  | Peter Pan, Land of Forever                             | Chefe Great Panther                     | Dublador                                                                         |                         |
| TBA  | Sacrate                                                | Alejandro                               |                                                                                  |                         |
| TBA  | Season of Rage                                         | Abuelo                                  |                                                                                  |                         |
| TBA  | The Shift                                              | Papa                                    | Curta-metragem                                                                   |                         |
| TBA  | War on War                                             | Tawa                                    |                                                                                  |                         |
| TBA  | Wolf Mountain                                          | Eddie                                   |                                                                                  |                         |
| TBA  | 1521                                                   | Ferdinand Magellan                      |                                                                                  |                         |

## Televisão
| Ano          | Título                                          | Função                                                      | Nota(s)                                                                        | Ref(s)  |
| ------------ | ----------------------------------------------- | ----------------------------------------------------------- | ------------------------------------------------------------------------------ | ------- |
| 1989         | Shannon's Deal                                  | Raul Galindez                                               | filme de TV                                                                    | [ 94 ]  |
| 1990         | Drug Wars: The Camarena Story                   | Gabriel                                                     | 3 episódios                                                                    | [ 7 ]   |
| 1991         | Doublecrossed                                   | Lito                                                        | filme de TV                                                                    |         |
| 1991–92      | Baywatch                                        | Carlos Urueta / 'Chulo'                                     | 2 episódios                                                                    | [ 7 ]   |
| 1992         | Jake and the Fatman                             | Prisioneiro Murmurante                                      | Episódio: "Last Dance"                                                         |         |
| 1992         | Reasonable Doubts                               | Cholo #2                                                    | 2 episódios                                                                    | [ 7 ]   |
| 1992         | Nails                                           | Las Virgenes bartender                                      | filme de TV                                                                    | [ 95 ]  |
| 1993         | 12:01                                           | Prisioneiro                                                 | filme de TV                                                                    | [ 96 ]  |
| 1993         | Last Light                                      | 2º Detento                                                  | filme de TV                                                                    | [ 7 ]   |
| 1993         | Joe Bob's Drive-In Theater                      | Tong (arquivo de imagens)                                   | Episódio: "Femme Fatale Month: Part 4"                                         |         |
| 1994         | Against the Wall                                | Luis                                                        | filme de TV                                                                    | [ 7 ]   |
| 1995         | Vanishing Son                                   | Out-of-Breath Man                                           | Episódio: "Dance of the Dust"                                                  |         |
| 1995         | Fallen Angels                                   | Boxer                                                       | Episódio: "Love and Blood"                                                     | [ 7 ]   |
| 1996         | Renegade                                        | Freddie                                                     | Episódio: "Hog Calls"                                                          | [ 7 ]   |
| 1996         | Nash Bridges                                    | Sid Benedict                                                | Episódio: "Internal Affairs"                                                   |         |
| 1996–98      | NYPD Blue                                       | Gabriel Mota / Frankie Soto                                 | 2 episódios                                                                    | [ 7 ]   |
| 1998         | Tracey Takes On...                              | Homem hispânico/jogador de sinuca                           | 2 episódios                                                                    | [ 97 ]  |
| 1998         | Brooklyn South                                  | Louis - Guarda-costas de Hertz                              | Episódio: "Skel in a Cell"                                                     |         |
| 1998–99      | Walker, Texas Ranger                            | Joe Lopez / José Rodriguez                                  | 2 episódios                                                                    | [ 7 ]   |
| 1999         | No Mothers Crying, No Babies Dying              | Função desconhecida                                         | Filme de televisão                                                             |         |
| 2000         | The X-Files                                     | Cesar Ocampo                                                | Episódio: "Redrum"                                                             | [ 98 ]  |
| 2001–10      | King of the Hill                                | Enrique / Octavio / Victor Velasquez / Salva-vidas / Garçom | Dublador; 20 episódios                                                         | [ 7 ]   |
| 2002         | The District                                    | Ele mesmo                                                   | Episódio: "Convictions"                                                        | [ 7 ]   |
| 2003         | Kingpin                                         | Manny                                                       | Episódio: "El Velorio"                                                         | [ 99 ]  |
| 2003         | Alias                                           | Emilio Vargas                                               | Episódio: "Countdown"                                                          | [ 100 ] |
| 2003         | The Brothers García                             | Eduardo 'Ed' García                                         | Episódio: "It Was Fun While It Lasted"                                         | [ 7 ]   |
| 2004         | Grounded for Life                               | Raúl                                                        | Episódio: "(She's Got) Kegs"                                                   | [ 7 ]   |
| 2004         | Monk                                            | 'Spyder' Rudner                                             | Episódio: "Mr. Monk Goes to Jail"                                              | [ 101 ] |
| 2005         | George Lopez                                    | Bobby                                                       | Episódio: "George's Extreme Makeover: Holmes Edition"                          | [ 7 ]   |
| 2005         | Desperate Housewives                            | Héctor Ramos                                                | Episódio: "The Sun Won't Set"                                                  | [ 102 ] |
| 2006         | Heist                                           | Ernesto                                                     | 2 episódios                                                                    | [ 7 ]   |
| 2006         | Slayer                                          | Montegna                                                    | filme de TV                                                                    | [ 103 ] |
| 2006         | Death Row                                       | Padre                                                       | filme de TV                                                                    | [ 104 ] |
| 2007         | The Knights of Prosperity                       | Hector                                                      | Episódio: "Operation: Open the Safe"                                           |         |
| 2007         | Stargate: Atlantis                              | Omal                                                        | Episódio: "Missing"                                                            | [ 105 ] |
| 2007         | Blood Ties                                      | Pacha Kamaq                                                 | Episódio: "Wrapped"                                                            |         |
| 2007         | Greatest Ever Disaster Movies                   | Ele mesmo                                                   | Especialde televisão                                                           |         |
| 2008         | The Young and the Restless                      | Bartender                                                   | 15 episódios                                                                   | [ 106 ] |
| 2008         | El Tigre: The Adventures of Manny Rivera        | 'El Mal Verde'                                              | Dublador; episódio: "Back to Escuela/No Belts, No Boots, No Brero"             |         |
| 2009         | The Spectacular Spider-Man                      | Ox                                                          | Dublador; episódio: "Probable Cause"                                           | [ 9 ]   |
| 2009–10      | Breaking Bad                                    | 'Tortuga'                                                   | 2 episódios                                                                    | [ 107 ] |
| 2009         | Pit Bulls and Parolees                          | Ele mesmo                                                   | Episódio: "Blackout"                                                           |         |
| 2010         | Burn Notice                                     | Vega                                                        | Episódio: "Friendly Fire"                                                      | [ 108 ] |
| 2010         | Tim and Eric Awesome Show, Great Job!           | Suspeito                                                    | Episódio: "Comedy"                                                             | [ 109 ] |
| 2010         | The Good Guys                                   | Alfredo                                                     | Episódio: "Little Things"                                                      | [ 110 ] |
| 2010         | Modern Family                                   | Gus                                                         | Episódio: "Dance Dance Revelation"                                             | [ 9 ]   |
| 2011–19      | Young Justice                                   | Bane                                                        | Dublador; 2 episódios                                                          | [ 9 ]   |
| 2011         | Bones                                           | Bishop                                                      | Episódio: "The Finder"                                                         | [ 111 ] |
| 2011         | The Cleveland Show                              | Ele mesmo                                                   | Dublador; episódio: "Hot Cocoa Bang Bang"                                      |         |
| 2011         | Franklin & Bash                                 | Último                                                      | Episódio: "Go Tell It on the Mountain"                                         | [ 9 ]   |
| 2011–12      | Sons of Anarchy                                 | Romero 'Romeo' Parada                                       | 14 episódios                                                                   | [ 66 ]  |
| 2011         | St. James St. James Presents: Delirium Cinema   | Tijuanna Maxx                                               | Filme de televisão                                                             |         |
| 2012         | The High Fructose Adventures of Annoying Orange | Cupcake Leader / 'El Dente'                                 | Dublador; 2 episódios                                                          |         |
| 2012         | Dr. Fubalous                                    | Tyrannosaurus Death                                         | 4 episódios                                                                    |         |
| 2012         | Ghostquake                                      | Ortiz                                                       | Filme de televisão                                                             | [ 112 ] |
| 2013         | Maron                                           | Manny                                                       | Episódio: "Sponsor"                                                            | [ 113 ] |
| 2013         | Phineas and Ferb: Mission Marvel                | Venom                                                       | Dublador                                                                       | [ 114 ] |
| 2013         | ETC: Machinima                                  | Future Khail                                                | Episódio: "Machete Wants your GTA 5"                                           |         |
| 2013         | Circus Halligalli                               | Ele mesmo                                                   | Episódio: "Ohr du Frohliche/Machete vs. Violetta/Pointen-Raten/Der 2.000 Gag/" |         |
| 2014         | NCIS: Los Angeles                               | Tuhon                                                       | Episódio: "Tuhon"                                                              |         |
| 2014         | Saint George                                    | Tio                                                         | 10 episódios                                                                   |         |
| 2014–17      | Teenage Mutant Ninja Turtles                    | Newtralizer                                                 | Dublador; 3 episódios                                                          |         |
| 2014         | Habla Men                                       | Ele mesmo                                                   | Documentário de filme de televisão                                             |         |
| 2015–18      | The Adventures of Puss in Boots                 | 'El Moco'                                                   | Dublador; 11 episódios                                                         |         |
| 2015         | China, IL                                       | Pony's father                                               | Dublador; episódio: "Parent's Day"                                             |         |
| 2015         | From Dusk Till Dawn: The Series                 | The Regulator                                               | 7 episódios                                                                    | [ 115 ] |
| 2015         | Mavericks                                       | Ele mesmo - Anfitrião                                       | Série de televisão                                                             |         |
| 2015         | Mickey Mouse                                    | Piñata Boss                                                 | Dublador; episódio: "Feliz Cumpleanos!"                                        |         |
| 2015         | Pig Goat Banana Cricket                         | Filthy the Foot                                             | Dublador; episódio: "Happy Chalawunga!"                                        |         |
| 2016         | Angie Tribeca                                   | Ele mesmo                                                   | Episódio: "Inside Man"                                                         |         |
| 2016         | Snaketacular                                    | Ele mesmo - Anfitrião                                       | Especial de televisão                                                          |         |
| 2016–21      | Home & Family                                   | Ele mesmo                                                   | 4 episódios                                                                    |         |
| 2016         | Map of Hell                                     | Ele mesmo - Anfitrião                                       | Documentário de filme de televisão                                             |         |
| 2016         | TripTank                                        | Bartender / Gambler / Razor / Caller                        | Dublador; 2 episódios                                                          |         |
| 2016         | Stars Selling Cars                              | Vendedor de carros                                          | Episódio: "Danny Trejo"                                                        |         |
| 2016         | Man At Arms: Reforged                           | Ele mesmo - Anfitrião Convidado                             | 2 episódios                                                                    |         |
| 2016–21      | Suelta La Sopa                                  | Ele mesmo                                                   | 2 episódios                                                                    |         |
| 2016         | Rudy                                            | Uncle Lester                                                | Filme de televisão, dublador                                                   |         |
| 2017         | What Would Trejo Do?                            | Danny                                                       |                                                                                |         |
| 2017, 2022   | Hell's Kitchen                                  | Ele mesmo                                                   | 2 episódios                                                                    |         |
| 2017–19      | Tangled: The Series                             | Saqueador de Destroços / Saqueador de Malícia               | Dublador; 2 episódios                                                          |         |
| 2017–18      | Man At Arms: Art of War                         | Ele mesmo - Anfitrião                                       | 18 episódios                                                                   |         |
| 2017         | Rick and Morty                                  | Mr. Jaguar                                                  | Dublador; episódio: "Pickle Rick"                                              |         |
| 2017         | Explosion Jones                                 | The Specialist                                              | Dublador                                                                       |         |
| 2017–19      | American Dad!                                   | Bandidos mexicanos                                          | Dublador; 2 episódios                                                          |         |
| 2017–20      | Elena of Avalor                                 | Antonio Agama                                               | Dublador; 3 episódios                                                          |         |
| 2017         | Real Rob                                        | Danny                                                       | Episódio: "Zen What Happens"                                                   |         |
| 2017–19      | The Flash                                       | 'The Breacher'                                              | 3 episódios                                                                    |         |
| 2017         | Brooklyn Nine-Nine                              | Oscar Diaz                                                  | Episódio: "Game Night"                                                         |         |
| 2018         | Hooked                                          | Jesus                                                       | Filme de televisão                                                             |         |
| 2018–present | Big City Greens                                 | Vasquez                                                     | Papel recorrente como dublador                                                 |         |
| 2018         | Kidding                                         | Ele mesmo                                                   | Episódio: "Green Means Go"                                                     |         |
| 2019         | Blue Bloods                                     | Jose Rojas                                                  | Episódio: "Common Enemies"                                                     |         |
| 2019         | What We Do in the Shadows                       | Danny                                                       | Episódio: "The Trial"                                                          |         |
| 2019         | 3Below: Tales of Arcadia                        | Tronos                                                      | Dublador; 6 episódios                                                          |         |
| 2019         | We're Alive: Goldrush                           | Danny Blackburn                                             | Episódio: "On the Road Again"                                                  |         |
| 2019         | Seis Manos                                      | 'El Balde'                                                  | Voz; 8 episódios                                                               |         |
| 2019         | Family Guy                                      | Clint Beltran                                               | Dublador; episódio: "Shanksgiving"                                             |         |
| 2020         | New Looney Tunes                                | Lieutenant                                                  | Dublador; episódio: "Dorlock Vice"                                             |         |
| 2020–22      | Victor & Valentino                              | Paco / The Cupcake Man / vozes adicionais                   | Dublador; 5 episódios                                                          |         |
| 2020         | Top Chef                                        | Ele mesmo - Juiz Convidado                                  | Episódio: "Pitch Perfect"                                                      |         |
| 2020         | Dynasty                                         | Ele mesmo                                                   | Episódio: "Robin Hood Rescues"                                                 |         |
| 2020         | Reno 911                                        | Assassino                                                   | Episódio: "Lil'Primo"                                                          |         |
| 2020         | Danny's Diary                                   | Ele mesmo                                                   | 3 episódios                                                                    |         |
| 2020         | Lead with Love                                  | Ele mesmo                                                   | Especial de televisão                                                          |         |
| 2020         | Muppets Now                                     | Ele mesmo                                                   | Episódio: "Fever Pitch"                                                        |         |
| 2020         | L.A.'s Finest                                   | Reuben Velazquez                                            | Episódio: "The Curse of the Black Pearl", sem créditos                         |         |
| 2020         | Helpsters                                       | Cookie Cornelius                                            | Episódio: "Mr. Primm's Spoon Club/Cookie Cornelius"                            |         |
| 2020         | The Conners                                     | Tito                                                        | Episódio: "Keep On Truckin' Six Feet Apart"                                    |         |
| 2020         | Paragon: The Shadow Wars                        | Kincaid                                                     | 6 episódios                                                                    |         |
| 2021         | American Gods                                   | Mr. World                                                   | 2 episódios                                                                    |         |
| 2021         | The Masked Singer                               | Ele mesmo / Raccoon                                         | 3 episódios                                                                    |         |
| 2021         | My American Family                              | Ricardo De La Rossa (2019-2020)                             | 1 episódio                                                                     |         |
| 2021         | Fast & Furious: Spy Racers                      | Tuco                                                        | Papel recorrente                                                               |         |
| 2021         | The Casagrandes                                 | Danny                                                       | Dublador; episódio: "Battle of the Grandpas"                                   | [ 116 ] |
| 2021         | American Horror Stories                         | Santa Claus                                                 | Episódio: "The Naughty List"                                                   |         |
| 2021         | Muppets Haunted Mansion                         | O Fantasma de Huet                                          | Dublador, especial de TV                                                       | [ 117 ] |
| 2021         | The Next Thing You Eat                          | Ele mesmo                                                   | Episódio: "Breakfast: An Illusion of Choice"                                   |         |
| 2021         | Maya and the Three                              | Little Boy / Cabrakan                                       | Dublador; 3 episódios                                                          |         |
| 2021         | Masters of the Universe: Revelation             | Ram Man                                                     | Dublador; episódio: "Comes with Everything You See Here"                       |         |
| 2021         | The Black Hole                                  |                                                             | Dublador, piloto                                                               |         |
| 2022         | The Book of Boba Fett                           | Guardião do Rancor                                          | Episódio: "Chapter 3: The Streets of Mos Espa"                                 |         |
| 2022         | PBC                                             | Ricky                                                       | 5 episódios                                                                    |         |
| 2022         | Better Things                                   | Ele mesmo                                                   | 3 episódios                                                                    |         |
| 2022         | The Ghost and Molly McGee                       | Bobby Daniels                                               | Dublador, episódio: "Scare Tactics/The Bad Boy Bobby Daniels"                  |         |
| 2022         | Iron Chef: Quest for an Iron Legend             | Ele mesmo - Juiz Convidado                                  | Episódio: "Battle Tailgate"                                                    |         |

## Comerciais de TV
| Ano     | Título                                            | Função                                     | Nota(s) | Ref(s)  |
| ------- | ------------------------------------------------- | ------------------------------------------ | --- | ------- |
| 2009    | This Guy                                          | Ele mesmo                                  | O comercial para a transmissão ao vivo de jogos semanais da National Football League (NFL) na ESPN nos Estados Unidos (US) intitulado ESPN Monday Night Football, Parking garage scene only |         |
| 2010    | Machete: A Brisk Story by Danny Trejo             | Ele mesmo                                  | Locução |         |
| 2011    | The Black Mamba                                   | Ele mesmo                                  | | [ 118 ] |
| 2011–12 | Old El Paso                                       | Ele mesmo                                  | Locução |         |
| 2012    | The Ad Council GED Pep Talk Center                | Ele mesmo                                  | |         |
| 2013    | Old El Paso's Smoky BBQ Fajitas                   | Ele mesmo                                  | Locução, Este comercial é apenas para o Reino Unido (Reino Unido) |         |
| 2013    | Miller Lite                                       | Ele mesmo                                  | Este comercial é apenas para a Espanha |         |
| 2014    | Old El Paso Taco Sauce                            | Ele mesmo                                  | Locução |         |
| 2015    | Snickers: The Brady Bunch                         | Isador 'Machete' Cortez A.K.A Marcia Brady | O comercial para promover o jogo NFL 2015 Super Bowl, intitulado Super Bowl XLIX | [ 119 ] |
| 2015–16 | Dodge                                             | Ele mesmo                                  | Os comerciais Dodge para Trejo são apenas para a Espanha (espanhol) |         |
| 2015    | Bergener Mirejovsky                               | Ele mesmo                                  | |         |
| 2015    | James Bergener: Los Abogados de Accidentes        | Ele mesmo                                  | Também conhecido em inglês como Accident Lawyers, este comercial é apenas para espanhol |         |
| 2015    | The Lost Snickers Commercial Starring Danny Trejo | Ele mesmo / The Regulator                  | Nota: Este novo comercial foi da estreia da temporada de The Flash, que estreou em 6 de outubro de 2015. Além disso, este comercial foi para promover a 2ª temporada da série From Dusk til Dawn na extinta El Rey Network. |         |
| 2016–18 | Sling TV                                          | Ele mesmo                                  | Vários comerciais A La Carte e Get Picky |         |
| 2017    | AARP: Tougher than Tough                          | Ele mesmo                                  | |         |
| 2019    | SALITOS                                           | Ele mesmo                                  | |         |
| 2020    | Sweet James                                       | Ele mesmo                                  | |         |
| 2020    | Cri-Help                                          | Ele mesmo                                  | |         |
| 2021    | AT&T Wireless Active Armor: March Madness: Muscle | Ele mesmo                                  | O comercial para promover o jogo de basquete NCAA March Madness Basketball de 2021 |         |
| 2021    | Tostitos: 5 Ways to Cinco with Danny Trejo        | Ele mesmo                                  | O comercial para comemorar o Cinco de Mayo, Nota: o tostitos5waystocinco.com é o site e os sorteios começaram em 1º de abril de 2021 e terminaram em 5 de maio de 2021 para ganhar prêmios festivos do Cinco de Mayo, como o livro de receitas de Danny Trejo (chamado Trejo's Tacos: Recipes and Stories from L.A.), exclusivo SCOOPS! óculos a-rita, alto-falantes Bluetooth e muito mais. |         |
| 2021    | Clorox Product Ad Campaign Starring Danny Trejo   | Ele mesmo                                  | O comercial do Limpador Desinfetante Clorox Turbo, Também para Trejo's Tacos |         |
| 2022    | Planet Fitness - What's Gotten into Lindsay?      | Ele mesmo                                  | Com Lindsay Lohan e William Shatner, o comercial para promover o jogo NFL 2022 Super Bowl que foi intitulado Super Bowl LVI. |         |

## Podcasts
| Ano  | Título                      | Função                | Nota(s)                                      | Ref(s) |
| ---- | --------------------------- | --------------------- | -------------------------------------------- | ------ |
| 2010 | Without Your Head           | Ele mesmo             | Episódio: "Danny Trejo"                      |        |
| 2019 | Hotboxin' with Mike Tyson   | Ele mesmo             | Episódio: "Danny Trejo"                      |        |
| 2021 | WTF with Marc Maron         | Ele mesmo - Convidado | Episódio: "Danny Trejo"                      |        |
| 2021 | The Steve-O Wild Ride! Show | Ele mesmo             | Episódio: "Danny Trejo"                      |        |
| 2021 | The Adam Carolla Show       | Ele mesmo             | Episódio: "Danny Trejo + Donal Logue"        |        |
| 2021 | Modern Wisdom               | Ele mesmo - Convidado | Episódio: "The Most Killed Man in Hollywood" |        |

## Videogames
| Ano  | Título                                           | Voice role                                                 | Nota(s) | Ref(s)  |
| ---- | ------------------------------------------------ | ---------------------------------------------------------- | --- | ------- |
| 1993 | Ground Zero: Texas                               | Shotgun                                                    | |         |
| 2002 | Spy Kids: Mega Mission Zone                      | Tio Machete                                                | |         |
| 2002 | Grand Theft Auto: Vice City                      | Umberto Robina                                             | | [ 7 ]   |
| 2004 | Def Jam: Fight for NY                            | Ele mesmo (como capanga de Crow ou executor de Snoop Dogg) | Lutador em destaque e personagem jogável, também o videogame PSP de 2006 intitulado Def Jam Fight for NY: The Takeover | [ 16 ]  |
| 2006 | Grand Theft Auto: Vice City Stories              | Umberto Robina                                             | | [ 120 ] |
| 2006 | Def Jam Fight for NY: The Takeover               | Ele mesmo                                                  | |         |
| 2010 | Fallout: New Vegas                               | Raul Alfonso Tejada                                        | Creditado como Danny 'Machete' Trejo                                                                                   | [ 121 ] |
| 2010 | The Fight: Lights Out                            | Trainer Duke the Instructor                                | | [ 9 ]   |
| 2010 | Call of Duty: Black Ops                          | Ele mesmo                                                  | Escalation e a expansão de DLC de 2011, Call of the Dead.                                                              | [ 122 ] |
| 2012 | Danny Trejo's Vengeance: Woz with a Coz          | Ele mesmo - Anfitrião - Vengeance                          | |         |
| 2014 | Teenage Mutant Ninja Turtles: Danger of the Ooze | Newtralizer                                                | |         |
| 2017 | Taco Run!                                        | Ele mesmo                                                  | |         |
| 2018 | Guns of Boom                                     | Ele mesmo                                                  | Sua voz e aparência |         |
| 2019 | Call of Duty: Black Ops 4                        | Ele mesmo                                                  | Personagem DLC do modo Blackout                                                                                        | [ 123 ] |
| 2021 | Far Cry 6                                        | Ele mesmo                                                  | DLC Danny e Dani vs Todo Mundo                                                                                         |         |
| 2022 | OlliOlli World                                   | Ele mesmo                                                  | Sua aparição no Multiverso, onde você pode encontrá-lo em sua jornada por Radlandia.                                   |         |
| 2022 | Scum                                             | Ele mesmo                                                  | SCUM: Danny Trejo Character Pack DLC                                                                                   | [ 124 ] |

## Videoclipes
| Ano  | Vídeo de música                      | Artista(s)                               |
| ---- | ------------------------------------ | ---------------------------------------- |
| 1995 | "La Familia"                         | Kid Frost                                |
| 1996 | "Attitude"                           | Sepultura                                |
| 1998 | "Keep Hope Alive"                    | The Crystal Method                       |
| 2002 | "Isle of Dreams"                     | Alexa Vega                               |
| 2003 | "Double Blade"                       | Jay Chou                                 |
| 2004 | “Got It Twisted”                     | Mobb Deep — Mob Boss                     |
| 2005 | "Play for Real"                      | B-Real & DJ Lethal                       |
| 2007 | "Definition of an Ese"               | Down AKA Kilo                            |
| 2008 | "Cracker Ass Fantastic"              | Simon Rex                                |
| 2008 | "Bartender Song"                     | Rehab, com o ator Larry Wilcox           |
| 2008 | "Burnin' Up"                         | Jonas Brothers                           |
| 2008 | "Like Yeah"                          | Tech N9ne                                |
| 2010 | "Sebring"                            | Do It Live featuring Danny Trejo         |
| 2010 | "Fantasy Girl"                       | Baby Bash & Marty James                  |
| 2012 | "Open Your Eyes"                     | Maylene and the Sons of Disaster         |
| 2012 | "Whistle Dixie"                      | Travis Barker & Yelawolf                 |
| 2012 | "We Are the Party"                   | The Ex-Girlfriends                       |
| 2013 | "Everybody Knows"                    | Dustin Tavella                           |
| 2013 | "Loco"                               | Enrique Iglesias featuring Romeo Santos  |
| 2014 | "Angel in Blue Jeans"                | Train                                    |
| 2014 | "The Kill"                           | Cal Scruby                               |
| 2015 | "Norma and Jessica"                  | SadGirl                                  |
| 2015 | "Repentless"                         | Slayer                                   |
| 2016 | "Money"                              | Broiler featuring Bekuh BOOM             |
| 2016 | "Pride in Prejudice"                 | Slayer                                   |
| 2017 | "Walk on Water"                      | Thirty Seconds to Mars                   |
| 2018 | "The Arrow of Our Youth"             | The Zephyr Bones                         |
| 2018 | "Suga Suga (Acoustic Version)"       | Baby Bash & Frankie J                    |
| 2018 | "Flames"                             | David Guetta & Sia                       |
| 2019 | "Wreck the Rod"                      | Nick Waterhouse                          |
| 2019 | "Mama Don't Lie"                     | Tarah New                                |
| 2019 | "Mamacita"                           | Tyga, YG & Carlos Santana                |
| 2020 | "Satisfy My Soul"                    | Tarah New & Baby Bash                    |
| 2020 | "Life is Beautiful"                  | Black Oxygen                             |
| 2021 | "Netflix (Your Product is Too Good)" | OYLS                                     |
| 2021 | "Goodtime Girl"                      | Starcrawler, com o ator David Hasselhoff |
| 2021 | "If You Don't Mind"                  | Cota & Trish Toledo                      |
| 2021 | "La fama"                            | Rosalia & The Weeknd                     |
| 2022 | "Drama"                              | Tarah New                                |

## Trilha sonora
- Delta Farce (2007) (intérprete: "I Will Survive")
- Muppets Most Wanted (2014) (intérprete: "End of the Road", "I Hope I Get It")